# Scopelogena gracilis
Scopelogena gracilis är en isörtsväxtart som beskrevs av L. Bol. Scopelogena gracilis ingår i släktet Scopelogena och familjen isörtsväxter. Inga underarter finns listade i Catalogue of Life.